# Chandrasekhar-grænsen
Chandrasekhar-grænsen er et udtryk for den maksimale masse for legemer bestående af stof hvor alle elektronerne er degenererede. Dette er en meget tæt form for stof, der består af atomer, hvis elektroner befinder sig i de lavest mulige energiniveauer, dvs. alle elektroner befinder sig i de inderste elektronskaller. Stof bestående af sådanne atomer kaldes degenereret.
Grænsen er gældende for den maksimale ikke-roterende masse, der på grund af modtrykket fra elektrondegeneration kan modstå at kollapse (bryde sammen) under sin egen masse pga. tyngdekraften, der virker på dem. Den er opkaldt efter astrofysikeren Subrahmanyan Chandrasekhar, og den omtrentlige (og normalt citerede) værdi er 1,44 solmasser.
Eftersom hvide dværge består af elektrondegenereret stof, kan en ikke-roterende hvid dværg ikke have en masse over Chandresekhar-grænsen. Roterer den derimod, vil den – pga. centrifugalkraften, som trykker udad imod gravitationens tiltrækning – kunne overskride grænsen for en ikke-roterende hvid dværg med nogle få procent.
Stjerner producerer energi gennem fusion af lette grundstofkerner til tungere. strålingstrykket fra disse reaktioner forhindrer at en stjerne falder sammen under sin egen tyngdekraft. I løbet af sin levetid opbygger stjernen en kerne, der består af grundstoffer som tryk og temperatur i centrum ikke er høj nok til at kunne fusionere til endnu tungere. For hovedseriestjerner med en masse under ca. 8 solmasser vil massen af denne kerne ikke overstige Chandrasekhar-grænsen, og den vil i sin udviklingsfase som rød kæmpestjerne udstøde hovedparten af sin atmosfære og blive til en hvid dværg.
Stjerner med en højere masse vil udvikle en degenereret kerne, hvis masse vil vokse, indtil den når chandrasekhargrænsen. Ved dette stadie vil kernen kollapse i en supernova af typerne Ib, Ic eller II og efterlade en neutronstjerne eller et sort hul samt en sky af gasser, kaldet en supernovarest..
En hvid dværg kan, hvis den indgår i et dobbelt- eller flerstjernesystem, og den hvide dværg og en anden stjerne kredser meget tæt på hinanden, i visse tilfælde få overført stof fra den anden stjerne og derved blive så massiv, at den overskrider Chandrasekhar-grænsen. I så fald kollapser hele stjernen, eksploderer som en supernova af type Ia og efterlader ikke en massiv stjernerest, men kun en supernovarest.

## Chandrasekhars formel
Chandrasekhars formel (med tillæg af Solens masse):
{\displaystyle M_{Ch}=\left(\left({\frac {3{\sqrt {2\pi }}}{8}}\right)\left({\frac {\hbar c}{G}}\right)^{1.5}\left({\frac {z}{m_{H}}}\right)^{2}\right)} + M☉
hvor:
{\displaystyle M_{Ch}\,} er massen for Chandrasekhar-grænsen.
{\displaystyle \pi \approx 3.141592654} er den matematiske konstant pi,
{\displaystyle \hbar \approx 1.054571596\times 10^{-27}\;\mathrm {ergs} } er Diracs konstant (=også kaldet ”den reducerede Plancks konstant”),
{\displaystyle c=2.99792458\times 10^{8}\;\mathrm {ms} ^{-1}} er lysets hastighed i vakuum,
{\displaystyle G\approx 6.673\times 10^{-8}\;\mathrm {m} ^{3}\mathrm {g} ^{-1}\mathrm {s} ^{-2}} er den universelle gravitationskonstant,
{\displaystyle z=Z/A\,} er forholdet mellem antal protoner {\displaystyle Z\,} og summen af alle nukleoner (protoner + neutroner) {\displaystyle A\,},
{\displaystyle m_{H}\approx 1.673534\times 10^{-24}\mathrm {g} } er massen af et brintatom.

M☉ er Solens masse (= 1.989·1030 kg ).
Det står umiddelbart klart, at formlen kun har 1 variabel, nemlig {\displaystyle z\,}.
Resten er konstanter, hvoraf de tre er universelle fysiske konstanter ({\displaystyle \hbar }, {\displaystyle c\,} and {\displaystyle G\,}).

Følgelig varierer Chandrasekhar-grænsen alene med forholdet mellem protoner og summen af alle neukleoner.

Stærke indikationer på at Chandrasekhars formel er korrekt:
1. Man har aldrig observeret en hvid dværgstjerne med en masse, som overstiger Chandrasekhar-grænsen.
2. Supernovaer af type Ia (resultatet af, at en hvid dværgs masse overstiger Chandrasekhargrænsen {\displaystyle M_{Ch}\,}) har en absolut lysstyrke i intervallet -19.3 ± 0.3. Dette interval er identisk med en faktor 1,7 i lysstyrke, og dette indikerer, at alle supernovaer af type Ia omsætter omtrent samme mængde masse til energi, når man tager højde for en mindre variation af {\displaystyle z\,}.

Ved i Chandrasekhars formel at indsætte {\displaystyle z=0.5} får man
{\displaystyle M_{Ch}} = 1.44 M☉

Andre værdier for {\displaystyle z} kunne være:
En hypotetisk (ikke eksisterende) hvid dværg bestående udelukkende af protoner: {\displaystyle z=1.0\to 2.74M_{Sol}\,}
et par mellemstadier:
{\displaystyle z=0.6\to 2.05M_{Sol}\,}
{\displaystyle z=0.4\to 1.28M_{Sol}\,}
En hypotetisk (ikke eksisterende) hvid dværg bestående udelukkende af neutroner (ikke at forveksle med en ægte neutronstjerne): {\displaystyle z=0.0\to 1.00M_{Sol}\,}

Man skal være opmærksom på, at ovennævnte værdier er hypotetiske, idet de præcise kemiske sammensætninger af de forskellige hvide dværgstjerner (spektralklasse D) endnu er ukendte, fordi de hvide dværges indre er næsten skjult af deres atmosfære, og fordi dens indre ikke nødvendigvis har samme kemiske sammensætning som dens overflade under atmosfæren.

### En anden variant af Chandrasekhars formel
Beregnede værdier for Chandrasekhar-grænsen afhænger af de omtrentlige værdier, som anvendes, som fx massen af en atomkerne, den præcise sammensætning af den hvide dværgs masse og dens temperatur.
Chandrasekhar, eq. (36),, eq. (58),, eq. (43) giver en værdi af
{\displaystyle {\frac {\omega _{3}^{0}{\sqrt {3\pi }}}{2}}\left({\frac {\hbar c}{G}}\right)^{3/2}{\frac {1}{(\mu _{e}m_{H})^{2}}}.}
I denne formel er
{\displaystyle \omega _{3}^{0}\approx 2.018236}
en konstant, som har forbindelse med løsningen af Lane-Emden-ligningen.
Udtrykt i tal er denne konstant ca. (2/μe)2 · 2.85 · 1030 kg, eller 1,43 * (2/μe)2 M☉, hvor M☉=1.989·1030 kg er Solens masse., {\displaystyle \hbar \approx 1.054571596\times 10^{-27}\;\mathrm {ergs} } er Diracs konstant, μe den gennemsnitlige molekylvægt pr. elektron, og {\displaystyle m_{H}} er massen af et brintatom,
Eftersom {\displaystyle {\sqrt {\hbar c/G}}} er Planck massen, MPl≈2.176·10−8 kg, er Chandrasekhar-grænsen i størrelsesordenen {\displaystyle {\frac {M_{Pl}^{3}}{m_{H}^{2}}}}.